# I demoni (miniserie televisiva)
I demoni è uno sceneggiato televisivo in cinque puntate prodotto dalla Rai - Radiotelevisione Italiana e da C.F.S. Kosutnjak, e trasmesso sul Programma Nazionale dal 20 febbraio al 19 marzo 1972.
La sceneggiatura dell'adattamento televisivo è tratta dal romanzo omonimo di Fëdor Dostoevskij ed è a cura di Diego Fabbri.
Regista dello sceneggiato, girato in bianco e nero e della durata complessiva di 363 minuti, è stato Sandro Bolchi.

## Personaggi e interpreti

### Personaggi principali
- Stepan Trofimovič Verchovenskij, interpretato da Gianni Santuccio. Scrittore russo ma occidentalista, egli è un poeta incompreso, ingenuo e sentimentale. È il padre di Pëtr ed è stato il tutore di Nikolaj Stavogrin. Stepan è uno sconfitto in amore tanto quanto nella vita.
- Nikolaj Vsevolodovič Stavrogin, interpretato da Luigi Vannucchi. Stavrogin è l'ultimo discendente di una ricca famiglia di proprietari terrieri. Taciturno, pensieroso e dotato di una straordinaria forza fisica. Diventa la rappresentazione del "male morale assoluto", lo spirito demoniaco per eccellenza.
- Pëtr Stepanovič Verchovenskij, interpretato da Glauco Mauri. Figlio unico di Stepan Trofimovič, col quale vive un rapporto burrascoso. Ha creato una vera e propria cellula terroristica di matrice socialista, atta a sovvertire le leggi dello Stato. Intelligente, cinico, manipolatore, non esita a ricorrere alla violenza.
- Ivan Pavlovič Šatov, interpretato da Gino La Monica. Giovane studente liberalista, è stato in passato negli Stati Uniti in compagnia di Kirillov. È un fervente credente della grande missione assegnata al popolo russo.
- Aleksej Nilič Kirillov, interpretato da Warner Bentivegna. Ingegnere e nichilista. Ha la ferma intenzione di liberare il mondo dal timore della morte e di Dio: ha programmato il proprio suicidio in modo da dimostrare l'inesistenza di Dio.
- Varvara Petrovna Stavrogina, interpretata da Lilla Brignone. Anziana madre di Nikolaj e vedova del generale Stavrogin.

### Personaggi secondari
- Lizaveta Nikolaevna Tušina, detta Liza, interpretata da Paola Quattrini. Ragazza innamorata di Nikolaj.
- Marja Timofeevna Lebjadkina, interpretata da Giulia Lazzarini. È la sorella zoppa e un po' demente del capitano Lebjadkin. Ha sposato in gran segreto Stavrogin a Pietroburgo.
- Ignat Timofeevič Lebjadkin, interpretato da Mario Carotenuto. Ex capitano, ubriacone, manesco nei confronti della sorella Marja.
- Dar'ja Pavlovna Šatova, detta Daša, interpretata da Angiola Baggi. Sorella di Šatov e pupilla di Varvara Petrovna che prova a combinare un matrimonio tra lei e Stepan Trofimovič.
- Semën Jakovlevič Tichon, interpretato da Carlo D'Angelo. Sacerdote ortodosso che raccoglie la confessione di Stavrogin.
- Erkel, luogotenente interpretato da Gianfranco De Angelis.

## Distribuzione
In Italia la miniserie è stata trasmessa in prima visione Rai 1 dal 20 febbraio al 19 marzo 1972.